# Seznam novozelandskih boksarjev
Seznam novozelandskih boksarjev.

## F
- Bob Fitzsimmons